# Monte Santa Maria Tiberina
Monte Santa Maria Tiberina é uma comuna italiana da região da Umbria, província de Perugia, com cerca de 1.217 habitantes. Estende-se por uma área de 72 km², tendo uma densidade populacional de 17 hab/km². Faz fronteira com Arezzo (AR), Città di Castello, Monterchi (AR).

## Demografia
| Variação demográfica do município entre 1861 e 2011                               |
|                                                                                   |
| Fonte: Istituto Nazionale di Statistica (ISTAT) - Elaboração gráfica da Wikipedia |